# Neillsville, Wisconsin
Neillsville este o localitate, municipalitate și sediul comitatului Clark,  statul Wisconsin, Statele Unite ale Americii.